# Calligonum roborowskii
Calligonum roborowskii är en slideväxtart som beskrevs av A.S.Losina- Losinskaja. Calligonum roborowskii ingår i släktet Calligonum och familjen slideväxter. Inga underarter finns listade i Catalogue of Life.